# Équipe de Tunisie de football à la Coupe d'Afrique des nations 2012
L'équipe de Tunisie de football participe à la coupe d'Afrique des nations 2012 organisée au Gabon et en Guinée équatoriale en janvier et février 2012. Elle termine à la sixième place de la compétition.

## Qualifications
| Rang | Équipe   | Pts | J | G | N | P | Bp | Bc | Diff |  | Résultats (▼ dom., ► ext.) |     |     |     |     |     |
| ---- | -------- | --- | - | - | - | - | -- | -- | ---- |  | -------------------------- | --- | --- | --- | --- | --- |
| 1    | Botswana | 17  | 8 | 5 | 2 | 1 | 7  | 3  | +4   |  | Botswana                   |     | 1-0 | 0-0 | 2-1 | 1-0 |
| 2    | Tunisie  | 14  | 8 | 4 | 2 | 2 | 14 | 6  | +8   |  | Tunisie                    | 0-1 |     | 2-2 | 2-0 | 5-0 |
| 3    | Malawi   | 12  | 8 | 2 | 6 | 0 | 13 | 8  | +5   |  | Malawi                     | 1-1 | 0-0 |     | 1-0 | 6-2 |
| 4    | Togo     | 6   | 8 | 1 | 3 | 3 | 6  | 10 | -4   |  | Togo                       | 1-0 | 1-2 | 1-1 |     | 0-0 |
| 5    | Tchad    | 3   | 8 | 0 | 3 | 5 | 7  | 20 | -13  |  | Tchad                      | 0-1 | 1-3 | 2-2 | 2-2 |     |

| 1er juillet 2010 | Tunisie          | 0 - 1   | Botswana          |                                                    |                                                    |
| 19h15 UTC+1      |                  | (0 - 1) | Ramatlhakwane 35e | Stade d'El Menzah, Tunis Arbitrage : Badara Diatta | Stade d'El Menzah, Tunis Arbitrage : Badara Diatta |
| 19h15 UTC+1      | Feuille de match |         |                   | Stade d'El Menzah, Tunis Arbitrage : Badara Diatta | Stade d'El Menzah, Tunis Arbitrage : Badara Diatta |

| 11 août 2010 | Tchad            | 1 - 3   | Tunisie                           |                                                                                    |                                                                                    |
| 15h00 UTC+1  | Ndouassel 72e    | (0 - 2) | Korbi 9e · Ben Khalfallah 43e 81e | Stade omnisports Idriss-Mahamat-Ouya, N'Djaména Arbitrage : Noumandiez Désiré Doué | Stade omnisports Idriss-Mahamat-Ouya, N'Djaména Arbitrage : Noumandiez Désiré Doué |
| 15h00 UTC+1  | Feuille de match |         |                                   | Stade omnisports Idriss-Mahamat-Ouya, N'Djaména Arbitrage : Noumandiez Désiré Doué | Stade omnisports Idriss-Mahamat-Ouya, N'Djaména Arbitrage : Noumandiez Désiré Doué |

| 4 septembre 2010 | Tunisie          | 2 - 2   | Malawi                            |                                                       |                                                       |
| 21h30 UTC+1      | Jemâa 11e 26e    | (2 - 1) | Msowoya 45e · Kanyenda 82e (pen.) | Stade du 7-Novembre, Radès Arbitrage : Joseph Lamptey | Stade du 7-Novembre, Radès Arbitrage : Joseph Lamptey |
| 21h30 UTC+1      | Feuille de match |         |                                   | Stade du 7-Novembre, Radès Arbitrage : Joseph Lamptey | Stade du 7-Novembre, Radès Arbitrage : Joseph Lamptey |

| 10 octobre 2010 | Togo             | 1 - 2   | Tunisie                  |                                                                           |                                                                           |
| 15h30 UTC+0     | Mani 41e         | (1 - 1) | Jemâa 38e · Chermiti 83e | Stade de Kégué, Lomé Spectateurs : 27 000 Arbitrage : Abdel Rahman Khalid | Stade de Kégué, Lomé Spectateurs : 27 000 Arbitrage : Abdel Rahman Khalid |
| 15h30 UTC+0     | Feuille de match |         |                          | Stade de Kégué, Lomé Spectateurs : 27 000 Arbitrage : Abdel Rahman Khalid | Stade de Kégué, Lomé Spectateurs : 27 000 Arbitrage : Abdel Rahman Khalid |

| 17 novembre 2010 | Botswana          | 1 - 0   | Tunisie |                                                                                           |                                                                                           |
| 16h00 UTC+1      | Ramatlhakwane 45e | (1 - 0) |         | University of Botswana Stadium, Gaborone Spectateurs : 8 000 Arbitrage : Wellington Kaoma | University of Botswana Stadium, Gaborone Spectateurs : 8 000 Arbitrage : Wellington Kaoma |
| 16h00 UTC+1      | Rapport           |         |         | University of Botswana Stadium, Gaborone Spectateurs : 8 000 Arbitrage : Wellington Kaoma | University of Botswana Stadium, Gaborone Spectateurs : 8 000 Arbitrage : Wellington Kaoma |

| 5 juin 2011 | Tunisie                                         | 5 - 0   | Tchad |                                                                  |                                                                  |
| 18h00 UTC+1 | Jemâa 22e 45e 53e · Abdennour 35e · Darragi 47e | (3 - 0) |       | Stade olympique de Sousse, Sousse Arbitrage : Aboubacar Bangoura | Stade olympique de Sousse, Sousse Arbitrage : Aboubacar Bangoura |
| 18h00 UTC+1 | Feuille de match                                |         |       | Stade olympique de Sousse, Sousse Arbitrage : Aboubacar Bangoura | Stade olympique de Sousse, Sousse Arbitrage : Aboubacar Bangoura |

| 3 septembre 2011 | Malawi           | 0 - 0   | Tunisie |                                                   |                                                   |
| 14h30 UTC+2      |                  | (0 - 0) |         | Kamuzu Stadium, Blantyre Arbitrage : Eddy Maillet | Kamuzu Stadium, Blantyre Arbitrage : Eddy Maillet |
| 14h30 UTC+2      | Feuille de match |         |         | Kamuzu Stadium, Blantyre Arbitrage : Eddy Maillet | Kamuzu Stadium, Blantyre Arbitrage : Eddy Maillet |

| 8 octobre 2011 | Tunisie                  | 2 - 0   | Togo |                                                             |                                                             |
| 16h00 UTC+1    | Hichri 19e · Khalifa 78e | (1 - 0) |      | Stade olympique de Radès, Tunis Arbitrage : Djamel Haimoudi | Stade olympique de Radès, Tunis Arbitrage : Djamel Haimoudi |
| 16h00 UTC+1    | Feuille de match         |         |      | Stade olympique de Radès, Tunis Arbitrage : Djamel Haimoudi | Stade olympique de Radès, Tunis Arbitrage : Djamel Haimoudi |

## Équipe

### Effectif
| Sélectionneur                                      | Sélectionneur     | Sami Trabelsi     | Sami Trabelsi     | Sami Trabelsi        |
| Liste des 23 joueurs sélectionnés pour la CAN 2012 |                   |                   |                   |                      |
| N°                                                 | Nom               | Date de naissance | Sélections (buts) | Club                 |
| Gardiens                                           |                   |                   |                   |                      |
| 1                                                  | Moez Ben Cherifia | 24 juin 1991      | 0 (0)             | Espérance de Tunis   |
| 16                                                 | Aymen Mathlouthi  | 14 septembre 1984 | 29 (0)            | Étoile du Sahel      |
| 22                                                 | Rami Jridi        | 25 avril 1985     | 4 (0)             | Club sportif sfaxien |
| Défenseurs                                         |                   |                   |                   |                      |
| 3                                                  | Karim Haggui      | 20 janvier 1984   | 72 (6)            | Hanovre 96           |
| 2                                                  | Bilel Ifa         | 9 mars 1990       | 9 (0)             | Club africain        |
| 4                                                  | Anis Boussaïdi    | 10 avril 1981     | 20 (0)            | Tavria Simferopol    |
| 5                                                  | Ammar Jemal       | 20 avril 1987     | 20 (4)            | 1. FC Cologne        |
| 12                                                 | Khalil Chemmam    | 24 juillet 1987   | 9 (0)             | Espérance de Tunis   |
| 20                                                 | Aymen Abdennour   | 6 août 1989       | 11 (1)            | Toulouse FC          |
| Milieux                                            |                   |                   |                   |                      |
| 6                                                  | Hocine Ragued     | 11 février 1983   | 32 (0)            | Kardemir Karabükspor |
| 7                                                  | Youssef Msakni    | 28 octobre 1990   | 8 (0)             | Espérance de Tunis   |
| 8                                                  | Khaled Korbi      | 16 décembre 1985  | 21 (1)            | Espérance de Tunis   |
| 10                                                 | Oussama Darragi   | 3 avril 1987      | 25 (6)            | Espérance de Tunis   |
| 14                                                 | Mejdi Traoui      | 13 décembre 1983  | 24 (1)            | Espérance de Tunis   |
| 18                                                 | Adel Chedli       | 16 septembre 1976 | 57 (3)            | Étoile du Sahel      |
| 15                                                 | Zouhaier Dhaouadi | 1er janvier 1988  | 20 (2)            | Club africain        |
| 21                                                 | Jamel Saihi       | 22 janvier 1987   | 6 (1)             | Montpellier HSC      |
| 13                                                 | Wissem Ben Yahia  | 9 septembre 1984  | 21 (2)            | Mersin İdman Yurdu   |
| Attaquants                                         |                   |                   |                   |                      |
| 9                                                  | Yassine Chikhaoui | 22 septembre 1986 | 22 (3)            | FC Zurich            |
| 11                                                 | Sami Allagui      | 28 mai 1986       | 16 (5)            | 1. FSV Mayence 05    |
| 17                                                 | Issam Jemâa       | 28 janvier 1984   | 57 (26)           | AJ Auxerre           |
| 19                                                 | Saber Khalifa     | 14 octobre 1986   | 5 (2)             | Évian TG FC          |
| 23                                                 | Amine Chermiti    | 26 décembre 1987  | 29 (6)            | FC Zurich            |

### Maillot
Pour la coupe d'Afrique des nations 2013, l'équipementier de l'équipe, Burrda Sport, lui confectionne un maillot spécifique pour la compétition.
| Couleurs | Blanc et rouge |
| Marque   | Burrda Sport   |
| Domicile | Extérieur      |

## Compétition
Le 8 octobre, l'équipe se qualifie pour la CAN 2012 en battant le Togo (2-0). Après de bons débuts, avec des victoires contre le Maroc (2-1) et le Niger, et deux buts de Youssef Msakni, elle chute contre le Gabon (pays organisateur) sur le score de 0-1 ; la Tunisie est éliminée en quarts de finale après prolongation face au Ghana (1-2).

### Phase de poules
| Rang | Équipe  | Pts | J | G | N | P | Bp | Bc | Diff |
| ---- | ------- | --- | - | - | - | - | -- | -- | ---- |
| 1    | Gabon   | 9   | 3 | 3 | 0 | 0 | 6  | 2  | +4   |
| 2    | Tunisie | 6   | 3 | 2 | 0 | 1 | 4  | 3  | +1   |
| 3    | Maroc   | 3   | 3 | 1 | 0 | 2 | 4  | 5  | -1   |
| 4    | Niger   | 0   | 3 | 0 | 0 | 3 | 1  | 5  | -4   |

| 1er journée                   | Maroc      | 1 - 2 | Tunisie                | Stade d'Angondjé (Libreville)                   |                                                 |
| 23 janvier 2012 20h00 (UTC+1) | Kharja 86e |       | Korbi 34e · Msakni 75e | Spectateurs : 18 000 Arbitrage : Daniel Bennett | Spectateurs : 18 000 Arbitrage : Daniel Bennett |
| 23 janvier 2012 20h00 (UTC+1) | Rapport    |       |                        | Spectateurs : 18 000 Arbitrage : Daniel Bennett | Spectateurs : 18 000 Arbitrage : Daniel Bennett |

| 2e journée                    | Tunisie               | 2 - 1 | Niger       | Stade d'Angondjé (Libreville)                  |                                                |
| 27 janvier 2012 17h00 (UTC+1) | Msakni 4e · Jemâa 90e |       | N'Gounou 9e | Spectateurs : 20 000 Arbitrage : Janny Sikazwe | Spectateurs : 20 000 Arbitrage : Janny Sikazwe |
| 27 janvier 2012 17h00 (UTC+1) | Rapport               |       |             | Spectateurs : 20 000 Arbitrage : Janny Sikazwe | Spectateurs : 20 000 Arbitrage : Janny Sikazwe |

| 3e journée                    | Gabon          | 1 - 0 | Tunisie | Stade de Franceville (Franceville)                      |                                                         |
| 31 janvier 2012 19h00 (UTC+1) | Aubameyang 62e |       |         | Spectateurs : 22 000 Arbitrage : Noumandiez Désiré Doué | Spectateurs : 22 000 Arbitrage : Noumandiez Désiré Doué |
| 31 janvier 2012 19h00 (UTC+1) | Rapport        |       |         | Spectateurs : 22 000 Arbitrage : Noumandiez Désiré Doué | Spectateurs : 22 000 Arbitrage : Noumandiez Désiré Doué |

### Phase à élimination directe
| 5 février 2012 | Ghana                  | 2 - 1 a. p. | Tunisie        | Stade de Franceville (Franceville)          |                                             |
| 20h00 (UTC+1)  | Mensah 10e · Ayew 101e |             | Khalifa 42e    | Spectateurs : 8 000 Arbitrage : Sidi Alioum | Spectateurs : 8 000 Arbitrage : Sidi Alioum |
| 20h00 (UTC+1)  |                        | Rapport     | Abdennour 109e | Spectateurs : 8 000 Arbitrage : Sidi Alioum | Spectateurs : 8 000 Arbitrage : Sidi Alioum |

## Buteurs
2 buts   
- Youssef Msakni

1 but  
- Khaled Korbi
- Issam Jemâa
- Saber Khalifa